# Zuse Z1

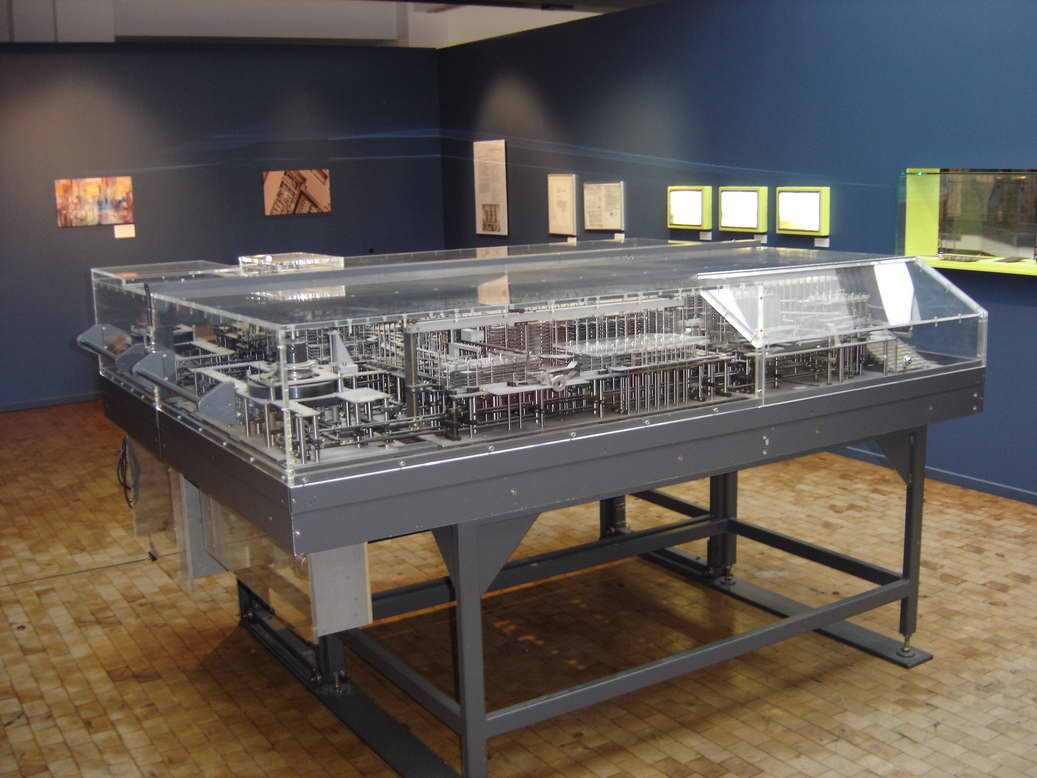
Z1のレプリカ（ドイツ科学技術博物館、ベルリン）

Zuse Z1 は、コンラート・ツーゼが1935年から1936年にかけて設計し、1936年から1938年にかけて自ら構築した機械式コンピュータ。二進法を用いた電動の機械式計算機であり、制限はあるがプログラミング可能である。命令はさん孔テープから読み取る。ノイマン式計算機としても最初の概念実証機である。
Z1は世界初の自由にプログラム可能なコンピュータであり、ブール論理と二進浮動小数点数を採用している。ただし信頼性は低く、うまく動かないこともあった。完全に個人の資金で作られており、1938年に完成。第二次世界大戦中の1943年12月、ベルリン空襲の際に設計図などとともに破壊され、現存していない。
ツーゼの設計した一連のコンピュータの最初の機種である。Z1と同じ考え方で発展させたZ2とZ3が後に続いた。

## 設計

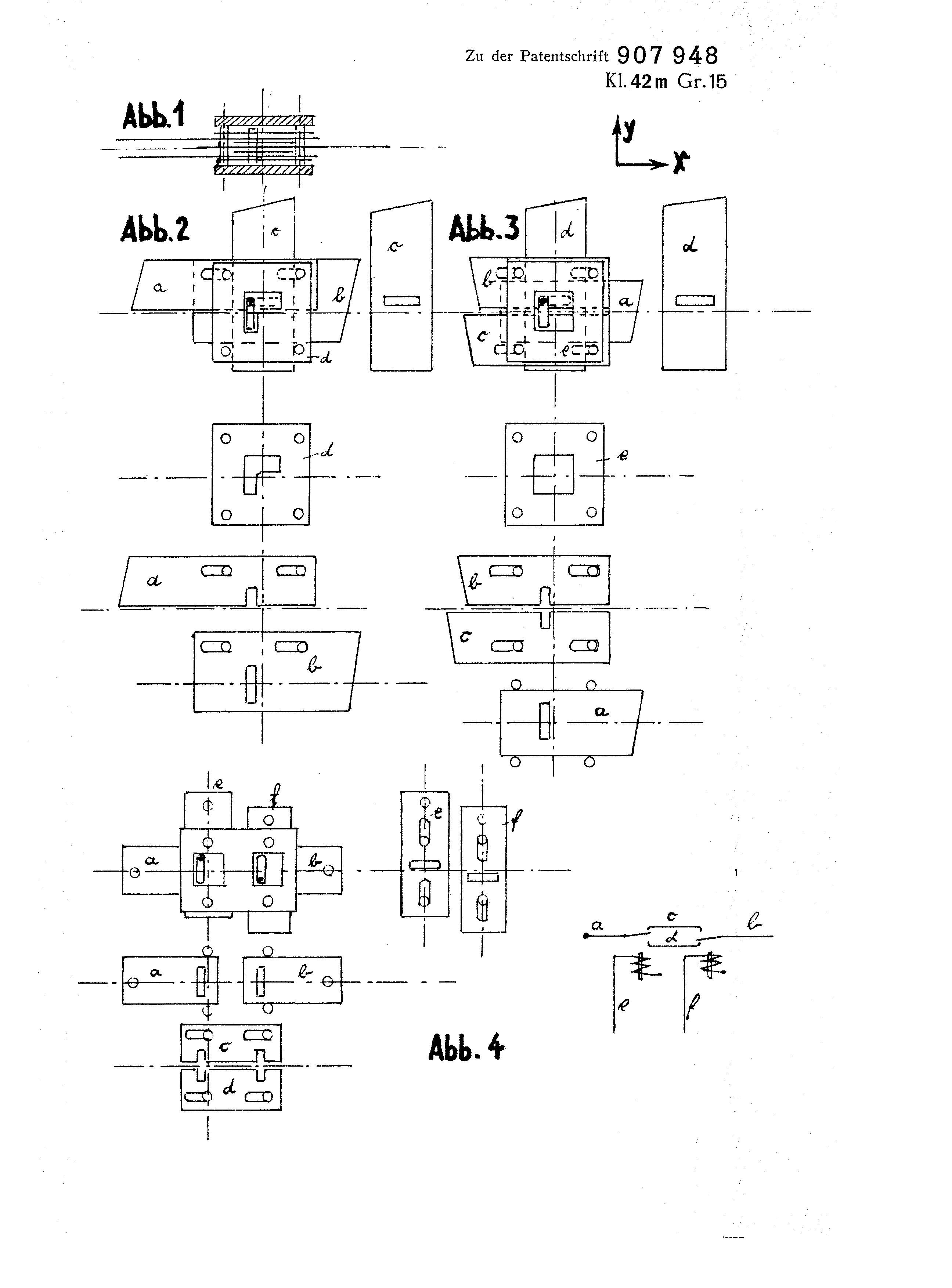
機械式スイッチング素子の特許（1936年5月）

Z1には現代のコンピュータのほとんど全ての対応部分が存在する。例えば、制御装置、記憶装置、マイクロシーケンサ、浮動小数点演算装置、入出力デバイスなどである。さん孔テープを読み取り装置にセットすることで自由にプログラムを供給できる。さん孔テープ読み取り装置、全体を監督し命令を実行する制御装置、演算装置、入出力デバイスはそれぞれ明確に分離されている。
22ビットの浮動小数点数の加算器と減算器を備えており、さらに制御論理回路を加えて乗算（加算を繰り返す）や除算（減算を繰り返す）などの複雑な演算も可能にしている。命令セットは9種類の命令で構成されており、命令実行にかかるサイクル数は1から12まで命令によって様々である。
浮動小数点数を64ワード格納できるメモリを備えており、制御装置がメモリの読み書きを指示する。機械式の記憶装置は独特な設計であり、コンラート・ツーゼは1936年にその特許を取得している。さん孔テープ読取装置で命令を読み取ってそのまま実行する方式であり、プログラム内蔵式ではない。
入出力は十進数（仮数と指数の浮動小数点数）で、入出力装置には内部の二進表現との変換を行う機構がある。プログラム用テープは35mmフィルムで、さん孔に符号化して命令を格納する。

## 構築
Z1の製作は個人の資金で行った。ツーゼは自身の特許収入だけでなく周囲の人々からも資金を得ており、姉妹の Lieselotte、フラタニティ AV Motiv の一部の学生（例えば、ヘルムート・シュレイヤー）、ベルリンで機械式計算機を製造販売していた Kurt Pannke などである。
ツーゼは両親のアパートのリビングでZ1を組み立てた。1936年、ツーゼはZ1を作るために航空機製造の仕事を辞めている。両親は必ずしもツーゼのやることを熱心に応援していたわけではないが、可能な限り支援し続けた。
ツーゼは薄い金属シートを使って機械を組み立てていった。リレーは使われていない。電気を使っている装置は電動機1台のみで、マシン全体に 1 Hz（毎秒1サイクル）のクロック周波数を与えるのに使われている。
個々の機械部品に過度の力がかからないようにするには、精密な同期が必要だが、Z1が安定して動作したことは一度もなかった。

## 再構築

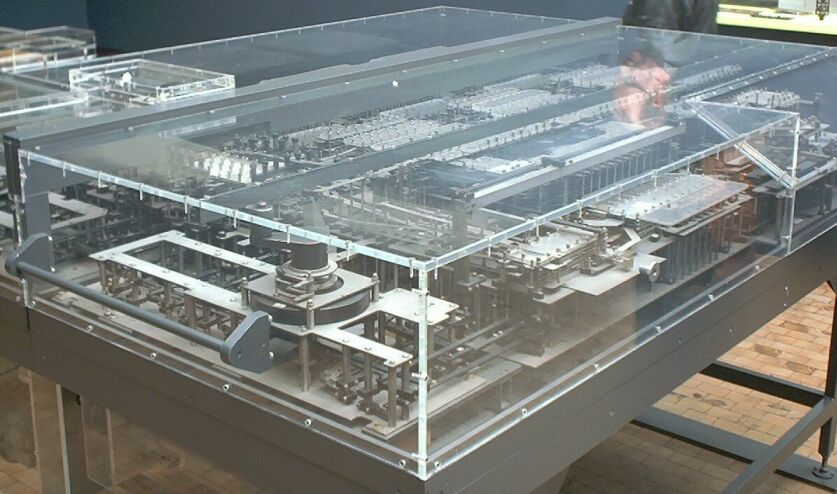
再構築されたZ1

元もとのZ1は1943年のベルリン空襲で破壊されたが、ツーゼは1986年にZ1の再構築を決意した。彼はZ1の数千個の部品を再び製作し、1989年に完成させた。再構築されたZ1はベルリンのドイツ科学技術博物館に展示されている。

## 諸元
- 演算方式：機械式（電動）
- メモリ: 64ワード（1ワードは22ビット）
- クロック周波数: 1 Hz
- レジスタ: 2本（22ビット）。浮動小数点数レジスタ
- 演算装置: 四則演算（加減乗除）を二進浮動小数点数に対して行う。
- 重量: 1,000kg
- 平均計算速度: 加算は5秒、乗算は10秒
- 用途: 概念実証
- 入力: 十進浮動小数点数
- 出力: 十進浮動小数点数